# Чужий (кіноальманах)
«Чужий» — радянський кіноальманах у двох новелах 1988 року, знятий режисером Годердзі Чохелі на кіностудії «Грузія-фільм».

## Сюжет
Кіноальманах у двох новелах «Пасхальне ягня» і «Чужий».

### «Пасхальне ягня»
Дурник Ахаїду, що прийшов до села, добротою і веселістю підкорює всіх жителів. Коли герой вирішує залишити село, діти дарують йому на прощання баранчика. Однак компанія городян, що розгулялися, відбирає у нього на шашлик подарунок і потім вбиває мандрівника.

### «Чужий»
«Щось», чого люди не розуміють, але відчувають його наближення до села, сприймається багатьма як ознака кінця світу. Але є людина, яка знає, що зло можна знищити тільки тоді, коли воно ще не увійшло до села. Герой бере в руки меч і йде йому назустріч.

## У ролях
- Давит Берікашвілі — головна роль
- Елгуджа Бурдулі — головна роль
- Каха Бучукурі — головна роль
- Михайло Вашадзе — роль другого плану
- Джемал Гаганідзе — роль другого плану
- Паата Гарсіашвілі — роль другого плану
- Додо Квачадзе — роль другого плану
- Ермало Маградзе — роль другого плану
- Леван Пілпані — роль другого плану
- Іване Сакварелідзе — роль другого плану
- Лео Сохашвілі — роль другого плану
- Берта Хапава — роль другого плану
- Леван Харанаулі — роль другого плану
- Мака Чічуа — роль другого плану
- Ніно Чхеїдзе — роль другого плану
- Дато Еліозішвілі — роль другого плану
- Т. Мерабішвілі — роль другого плану
- М. Окрошидзе — роль другого плану

## Знімальна група
- Режисер — Годердзі Чохелі
- Сценарист — Годердзі Чохелі
- Оператори — Олександр Гвасалія, Давид Шушанія
- Композитор — Яків Бобохідзе
- Художники — Мераб Бучукурі, Микола Зандукелі